# Xãs
Xãs (shans) constituem uma etnia do Sudeste Asiático, vivem sobre todo o estado de Xã, em Mianmar, e em zonas limítrofes da China, Tailândia, Camboja e Vietnã. São aproximadamente 6 milhões, mas não há um censo confiável. Habitam principalmente nas planícies do planalto Xã, cujas águas se recolhem no Rio Salween. 

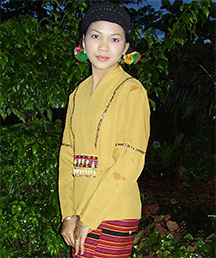
Mulher xã